# Albert Fallenius
Claes Constantin Albert Fallenius, född 19 februari 1863 i Örebro, död 3 april 1941 i Stockholm, var en svensk sjömilitär.
Fallenius blev underlöjtnant vid flottan 1884, utnämndes till kommendörkapten av andra graden 1907, av första graden 1911, till kommendör 1918 och blev i samband med avskedet 1923 konteramiral. Han var 1919–1923 chef för örlogsvarvet i Karlskrona. Fallenius arbetade intensivt för torpedvapnets utveckling inom den svenska marinen. Under många år tjänstgjorde han vid Marinförvaltningens torpedavdelning och senare som chef vid de båda örlogsvarvens torpeddepartement. Han företog flera studieresor utomlands för att studera torpeder, och arbetade för att göra den svenska produktionen av torpeder oberoende av utländsk import. Fallenius var även lärare i torpedlära vid Sjökrigsskolan 1898–1908, innehade flera uppdrag som sakkunnig i torped- och andra materielfrågor samt utgav 1908 en lärobok i torpedlära. Fallenius var efter att ha utträtt ur aktiv tjänst ombud för bland annat Avesta Jernverks AB och Motala Verkstad. Han blev 1919 ledamot av Krigsvetenskapsakademien. Fallenius blev riddare av Svärdsorden 1904, kommendör av andra klassen av samma orden 1921 och kommendör av första klassen 1924. 
Albert Fallenius var son till medicine doktor Constantin Maximilian Fallenius och far till landshövding Bertil Fallenius. Albert Fallenius är begraven på Galärvarvskyrkogården i Stockholm.